# Kleine Sandstraße 8

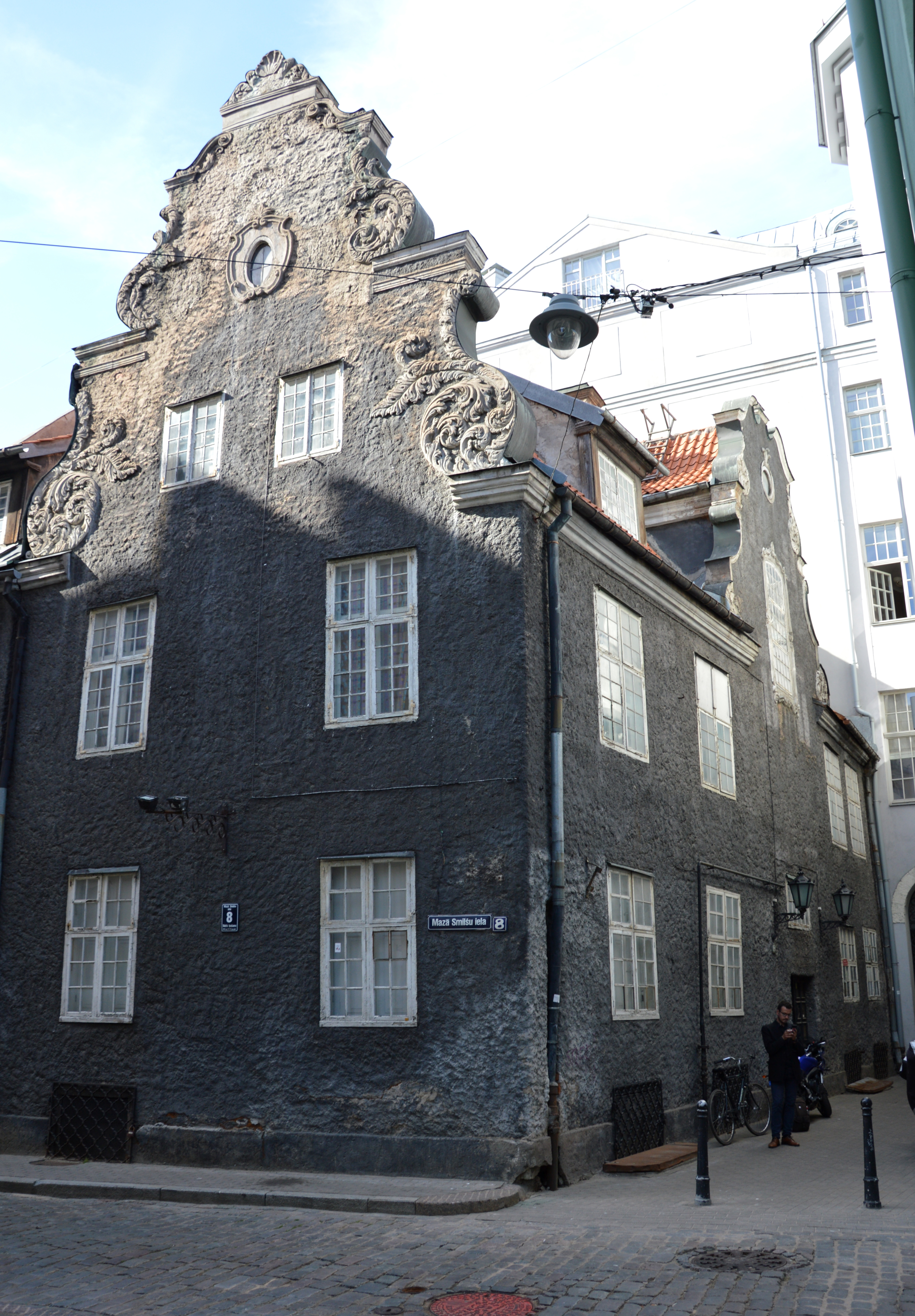
Kleine Sandstraße 8, 2018

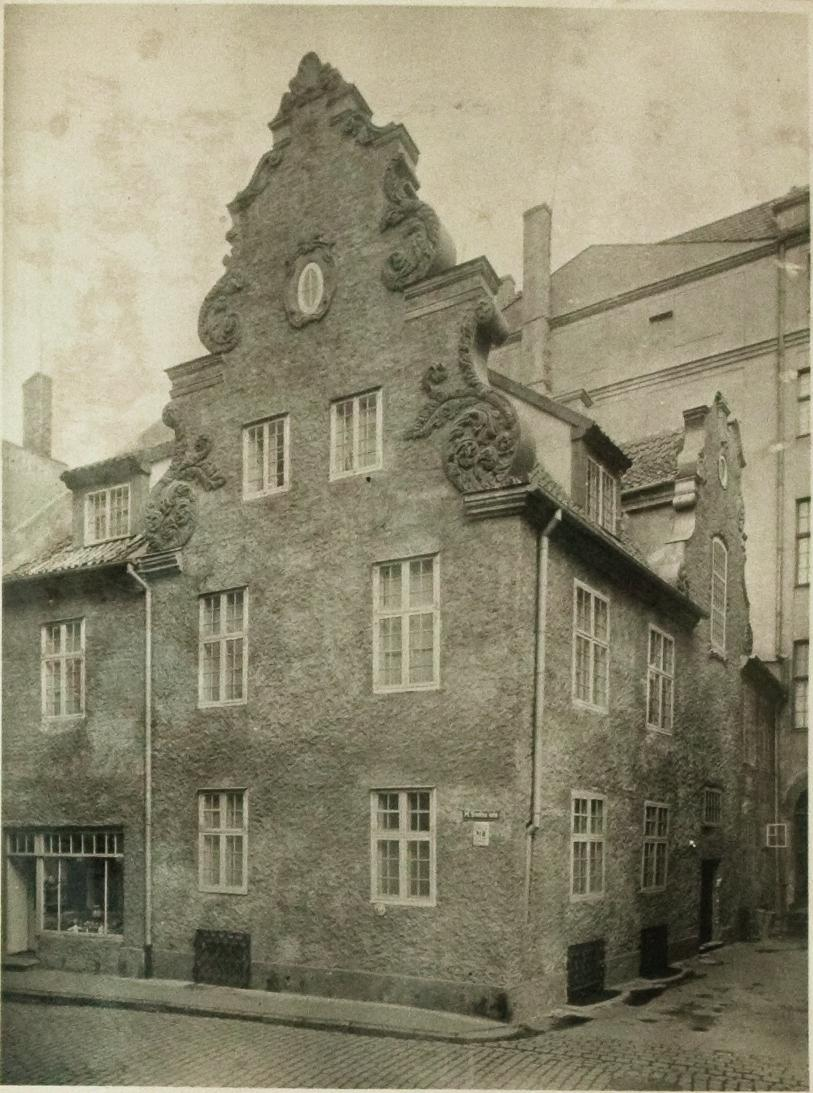
1935

Das Haus Kleine Sandstraße 8 (lettisch Mazā Smilšu iela 8) ist ein denkmalgeschütztes Gebäude in der lettischen Hauptstadt Riga.

## Lage
Es befindet sich in der Rigaer Altstadt auf der Nordseite der Kleinen Sandstraße (Mazā Smilšu iela) in einer Ecklage an der Kreuzung mit der Königstraße (Ķēniņu iela).

## Gestaltung und Geschichte
Das Gebäude wurde im 18. Jahrhundert als Wohnhaus erbaut, andere Angaben nennen das Jahr 1870. Es diente später als Korporationshaus der 1880 gegründeten Fraternitas Arctica. 1940 wurde im Haus die Ballettschule Riga gegründet. In der Zeit der sowjetischen Besetzung Lettlands bestand im Gebäude ein Theater-, Opern- und Ballettstudio. Bekannte Künstler wie Michail Baryschnikow, Alexander Godunow und Maris Liepa waren hier tätig.
Am 15. Mai 1990 war das Haus Ort der Neukonstituierung der Fraternitas Arctica. Seit dem 1. Dezember 2011 ist es unter der Nummer 8807 im lettischen Denkmalverzeichnis eingetragen.